# 신권력당
신권력당(이탈리아어: Forza Nuova 포르자 누오바[*])은 이탈리아의 극우정당이다. 1997년 이탈리아 사회운동의 후계정당으로 설립되었으며, 공식 이념은 신파시즘과 이탈리아민족주의이다.